# Dhanurveda

Image représentant un archer.

Le Dhanurveda est un art annexe aux Védas. Il est l'art de l'archerie c'est-à-dire la connaissance des arcs. De ce sens particulier, il est devenu la science des arts martiaux en général au même titre que la shastra-vidya: l'art des épées, par exemple.